# MFAP1
MFAP1‏ (Microfibril associated protein 1) هوَ بروتين يُشَفر بواسطة جين MFAP1 في الإنسان.